# Coniopteryx alifera
Coniopteryx alifera är en insektsart som beskrevs av C.-k. Yang och Z.-q. Liu 1994. Coniopteryx alifera ingår i släktet Coniopteryx och familjen vaxsländor. Inga underarter finns listade i Catalogue of Life.